# بروستاغلاندين E2
المعروف أيضا باسم دينوبروستون، هو البروستاجلاندين الذي يحدث بشكل طبيعي والذي يستخدم كدواء. كدواء يتم استخدامه في تحريض المخاض، والنزيف بعد الولادة، وإنهاء الحمل، ولحديثي الولادة للحفاظ على القناة الشريانية مفتوحة. في الرضع يتم استخدامه في أولئك الذين يعانون من العيوب الخلقية في القلب حتى يتم إجراء عملية جراحية. ويمكن استخدامه داخل المهبل أو عن طريق الحقن في الوريد.
وتشمل الآثار الجانبية الشائعة القيء، الحمى، الإسهال والانكماش المفرط في الرحم. في الرضع قد يكون هناك انخفاض في التنفس وانخفاض ضغط الدم. وينبغي توخي الحذر في الأشخاص الذين يعانون من الربو أو الزرق ولا ينصح به في أولئك الذين لديهم قبل قسم – سي . البروستاغلاندين وهو ينتمي إلى أسرة أوكسيتوسيكس من الأدوية  . وهو يعمل عن طريق الارتباط وتنشيط مستقبلات ين مما يؤدي إلى افتتاح وتخفيف عنق الرحم وتمدد الأوعية الدموية. عنق الرحم and توسيع وعائي.
كانت أول صناعه للبروستاغلاندين في عام 1970 ووافق عليه للاستخدام الطبي في الولايات المتحدة في عام 1977. وهو مدرج في قائمة الأدوية الأساسية لمنظمة الصحة العالمية، وهو من الأدوية الأكثر فعالية والأكثر امنا واللازمة في النظام الصحي. جرعه منه في المملكة المتحدة كانت تكلف حوالي 8.50 إلى 30.00 جنيه . في الولايات المتحدة يكلف العلاج أكثر من 200 دولار أمريكي. يعمل البروستاجلاندين أي 2 كعمل بروستاجلاندين أي 1 في الرضع ومع ذلك فهو اقل تكلفة بكثير.

## الأثارالفسيولوجية
له آثار هامة في المخاض (تخفيف عنق الرحم وتسبب تقلص الرحم) وأيضا يحفز الخلايا العظمية للإفراج عن العوامل التي تحفز ارتشاف العظام من قبل الخلايا الآكلة بروستاغلاندين أي 2 هو أيضا البروستاغلاندين الذي يدفع ويحفز في نهاية المطاف الحمى. كما أنها متورطة في أمراض القلب الخلقية، وتستخدم في التسريب من أجل القناة، على الرغم من ان بروستاغلاندين أي 1هو أكثر شيوعا يعمل كموسع مباشر للاوعية الدموية، وكمرخي للعضلات الملساء، وايضا يمنع الإفراج عن نورادرينالين من محطات العصب المتعاطفة. فإنه لا يمنع تراكم الصفائح الدموية، بينما يعما على ذلك بروستاغلاندين . قد تكون PGE2 يثبط إشارات مستقبلات الخلايا التائية وقد يلعب دورا في حل الالتهاب. زيادة الاستجابة لبروستاغلاندين سبب محتمل لارتداء الأظافر. وعلاوة على ذلك، يعتبر التوليف بعد الولادة لدى الأطفال حديثي الولادة أحد أسباب القناة البخارية الشريانية.

## الأثار الجانبية
وتشمل الآثار الجانبية الشائعة القي، الحمى، الإسهال والانكماش المفرط في الرحم . في الرضع قد يكون هناك انخفاض في التنفس وانخفاض ضغط الدم. وينبغي توخي الحذر في الأشخاص الذين يعانون من الربو أو الزرق ولا ينصح به في أولئك الذين لديهم قبل قسم – سي .

## الية العمل
هو منشط قوي لمسار إشارات ونت. وقد تورط في تنظيم المواصفات التنموية وتجديد الخلايا الجذعية المكونة للدم من خلال نشاط cAMP / PKA.

## التاريخ
تم اكتشافه من قبل بنتينغ، غريجلوسكي، مونكادا وفان في عام 1976 .

## المجتمع والثقافة
يباع تحت الاسم التجاري من سيرفيديل (الولايات المتحدة) وبروبيس (من قبل فيرينغ الصيدلة). هذا هو إدراج الإفراج من قبل شركة فايزر، و غلاندين (من قبل نبيقسيم للادوية باكستان) , و استخدم كتحميله للمهبل، لتحضيرعنق الرحم للمخاض، فهو يستخدم لتحفيز الولادة .